# Christopher Mayhew
Pour les articles homonymes, voir Mayhew.
Christopher Paget Mayhew, baron Mayhew (12 juin 1915 - 7 janvier 1997) est un homme politique britannique qui est député travailliste de 1945 à 1950 et de 1951 à 1974, lorsqu'il quitte le Parti travailliste pour rejoindre les libéraux. En 1981, Mayhew reçoit une pairie à vie et entre à la Chambre des lords comme baron Mayhew. Il est surtout connu pour son rôle central dans la fondation de l'Information Research Department, une aile secrète du ministère britannique des Affaires étrangères dédiée à la propagande de la guerre froide.

## Jeunesse
Christopher Paget Mayhew est le fils de Sir Basil Mayhew de Felthorpe Hall, Norwich .
Il fait ses études à Haileybury et Christ Church, Oxford. En 1934, il passe ses vacances à Moscou. Pendant qu'il est à Oxford, il est président de l'Union d'Oxford. Il est officier dans le Corps du renseignement en 1940, arrivant au grade de major.

## Carrière politique
Mayhew est élu au Parlement pour la circonscription de South Norfolk aux élections générales de 1945 .
En 1945, Mayhew devient sous-secrétaire d'État au Foreign Office, où il sert sous Ernest Bevin. Mayhew perd son siège en 1950, mais est réélu au Parlement après la mort de Bevin, quand il gagne l'élection partielle en 1951 pour le siège de Bevin de Woolwich Est.
Pendant les 13 années du Labour dans l'opposition, de 1951 à 1964, Mayhew représenté le Parti travailliste à la télévision, à la fois comme commentateur à la BBC et comme présentateur sur les émissions politiques du parti. Il présente la première émission travailliste, en 1951, dans laquelle il s'entretient avec Sir Hartley Shawcross. Mayhew est également connu comme l'un des plus féroces opposants au désarmement nucléaire unilatéral au sein du Parti travailliste. Il est également secrétaire à la guerre de l'ombre de 1960 à 1961 et porte-parole aux affaires étrangères de 1961 à 1964.
Lorsque le parti travailliste reprend le pouvoir en 1964, Mayhew est nommé ministre de la Défense chargé de la Royal Navy. Cependant, en 1966, après que le gouvernement Wilson ait décidé de déplacer la puissance aérienne britannique des avions basés sur des transporteurs vers des avions terrestres et d'annuler le programme de porte-avions CVA-01, Mayhew démissionne avec le First Sea Lord, Sir David Luce.
En 1973, Mayhew offre 5 000 £ à quiconque pouvait prouver que Nasser a déclaré qu'il cherchait à «chasser les Juifs à la mer». Mayhew réitère l'offre plus tard à la Chambre des communes (Hansard, 18 octobre 1973) et l'élargit pour inclure toute déclaration génocidaire d'un dirigeant arabe (The Guardian, 9 septembre 1974), tout en se réservant le droit d'être l'arbitre de l'authenticité de toutes les déclarations prétendues ainsi que leur signification. Mayhew reçoit plusieurs lettres de demandeurs, chacune produisant une citation ou une autre d'un dirigeant arabe, que Mayhew a toutes considérées comme fabriquées.
Un demandeur, Warren Bergson, poursuit Mayhew en justice. L'affaire a été portée devant la Haute Cour en février 1976. Bergson n'a pas été en mesure de fournir des preuves de la déclaration présumée de Nasser et a reconnu qu'après des recherches approfondies, il n'avait pu trouver aucune déclaration d'un dirigeant arabe responsable qui pourrait être qualifiée de génocidaire.
Mayhew se sentait de plus en plus mal à l'aise avec les politiques travaillistes sous Harold Wilson et, en 1974, il passe chez les libéraux, étant le premier député à basculer chez les libéraux depuis plusieurs décennies. Aux élections générales d'octobre 1974, Mayhew se présente à Bath au lieu de Woolwich East afin de ne pas scinder son ancien parti de circonscription. Il est battu à Bath, où il se présente sans succès en 1979.
Le 6 juillet 1981, Mayhew devient pair à vie avec le titre de baron Mayhew, de Wimbledon dans le Grand Londres, et devient le porte-parole des libéraux sur la défense à la Chambre des lords.

## Autres activités
Mayhew est également actif en tant que défenseur des malades mentaux et est président de MIND (Association nationale pour la santé mentale) de 1992 à 1997.
Il écrit plusieurs livres, dont Publish It Not: The Middle East Cover-Up (co-écrit avec Michael Adams, 1975) et son autobiographie, Time To Explain (1987).

## Expériencepanorama
En 1955, Mayhew participe à une expérience qui vise à tourner une émission spéciale Panorama pour BBC TV, mais qui n'a jamais été diffusée. Sous la direction de son ami Humphry Osmond, Mayhew ingère 400 mg de chlorhydrate de mescaline et se laisse filmer pendant toute la durée du trip . Des échantillons de l'audio sont utilisés dans les pistes de danse psychédéliques "Mayhew Speaks Out" et "Christopher Mayhew Says" par le groupe The Shamen. Une partie des images est incluse dans le documentaire de la BBC LSD - The Beyond Within (1986).

## Vie privée
En 1949, il épouse Cicely Ludlam, qu'il rencontre alors qu'elle est l'une des rares femmes du service diplomatique, et ils ont deux fils et deux filles .